# Seznam dílů seriálu Cesty domů
Toto je seznam dílů seriálu Cesty domů. Český televizní seriál Cesty domů se vysílá od 18. září 2010 na televizní stanici Prima family.

## Přehled řad
| Řada | Díly | Premiéra v ČR  | Premiéra v ČR      |
| Řada | Díly | První díl      | Poslední díl       |
| ---- | ---- | -------------- | ------------------ |
| 1    | 25   | 18. září 2010  | 13. prosince 2010  |
| 2    | 38   | 7. února 2011  | 15. června 2011    |
| 3    | 30   | 7. září 2011   | 19. prosince 2011  |
| 4    | 37   | 6. února 2012  | 13. června 2012    |
| 5    | 28   | 27. srpna 2012 | 28. listopadu 2012 |
| 6    | 38   | 4. února 2013  | 12. června 2013    |
| 7    | 36   | 19. srpna 2013 | 18. prosince 2013  |
| 8    | 44   | 13. ledna 2014 | 11. června 2014    |
| 9    |      | 18. srpna 2014 | 17. prosince 2014  |

## Seznam dílů

### První řada (2010)
| Pořadí v seriálu | Pořadí v řadě | Název                     | Režie               | Scénář                      | Datum premiéry     | Sledovanost |
| ---------------- | ------------- | ------------------------- | ------------------- | --------------------------- | ------------------ | ----------- |
| 0                | 0             | Návrat (pilotní díl)      | Jiří Adamec         | Jan Coufal                  | 18. září 2010      | 0,891       |
| 1                | 1             | Zůstávám                  | Jiří Adamec         | Barbara Bulvová             | 20. září 2010      | 0,892       |
| 2                | 2             | Návštěva                  | Jiří Adamec         | Jan Coufal                  | 22. září 2010      |             |
| 3                | 3             | Zápas                     | Jiří Adamec         | Jan Coufal a Alexej Bavorov | 27. září 2010      | 0,951       |
| 4                | 4             | Mám ho ráda               | Jiří Adamec         | Adam Pražák                 | 29. září 2010      |             |
| 5                | 5             | Když miluju, lítaj třísky | Jiří Adamec         | Jan Coufal a Zdeněk Viktora | 4. října 2010      | 1,007       |
| 6                | 6             | Chci je smířit            | Jiří Adamec         | Adam Pražák                 | 6. října 2010      |             |
| 7                | 7             | Myslím to vážně           | Jiří Adamec         | Jan Coufal                  | 11. října 2010     | 0,992       |
| 8                | 8             | Všechno, co potřebuju     | Magdalena Pivoňková | Zdeněk Viktora              | 13. října 2010     |             |
| 9                | 9             | Přiznání                  | Jiří Adamec         | Jan Coufal                  | 18. října 2010     | 1,094       |
| 10               | 10            | Chci to vysvětlit         | Magdalena Pivoňková | Barbara Bulvová             | 20. října 2010     |             |
| 11               | 11            | Vendy!                    | Jiří Adamec         | Jan Coufal                  | 25. října 2010     | 1,009       |
| 12               | 12            | Dostanu tě!               | Jiří Adamec         | Zdeněk Viktora              | 27. října 2010     |             |
| 13               | 13            | To lehký nebude…          | Jiří Adamec         | Adam Pražák a Jan Coufal    | 1. listopadu 2010  | 1,059       |
| 14               | 14            | Obvinění                  | Jiří Adamec         | Jan Coufal                  | 3. listopadu 2010  |             |
| 15               | 15            | Protekce                  | Jiří Adamec         | Zdeněk Viktora              | 8. listopadu 2010  | 0,972       |
| 16               | 16            | Nový začátek              | Jaromír Polišenský  | Barbara Bulvová             | 10. listopadu 2010 |             |
| 17               | 17            | Nehoda                    | Jaromír Polišenský  | Zdeněk Viktora              | 15. listopadu 2010 | 0,990       |
| 18               | 18            | Pomsta                    | Jaromír Polišenský  | Jan Coufal                  | 17. listopadu 2010 | 1,139       |
| 19               | 19            | Zranění                   | Jaromír Polišenský  | Jan Coufal                  | 22. listopadu 2010 | 0,925       |
| 20               | 20            | Koncert                   | Jiří Adamec         | Eva Papoušková              | 24. listopadu 2010 | 1,027       |
| 21               | 21            | Zákon padajícího          | Jiří Adamec         | Barbara Bulvová             | 29. listopadu 2010 |             |
| 22               | 22            | Nebezpečná blízkost       | Jiří Adamec         | Zdeněk Viktora              | 1. prosince 2010   |             |
| 23               | 23            | Sestry                    | Jiří Adamec         | Jan Coufal                  | 6. prosince 2010   | 1,012       |
| 24               | 24            | Martin                    | Jiří Adamec         | Eva Papoušková              | 8. prosince 2010   |             |
| 25               | 25            | Už se neboj               | Jiří Adamec         | Jan Coufal                  | 13. prosince 2010  | 1,095       |

### Druhá řada (2011)
| Pořadí v seriálu | Pořadí v řadě | Název              | Režie               | Scénář | Datum premiéry  |
| ---------------- | ------------- | ------------------ | ------------------- | ------ | --------------- |
| 26               | 1             | Lhal jsi mi        | Jaromír Polišenský  |        | 7. února 2011   |
| 27               | 2             | Klidně spi         | Jaromír Polišenský  |        | 9. února 2011   |
| 28               | 3             | Nic nepovím        | Jaromír Polišenský  |        | 14. února 2011  |
| 29               | 4             | Výbuch             | Jaromír Polišenský  |        | 16. února 2011  |
| 30               | 5             | Nepodceňovat       | Jiří Adamec         |        | 21. února 2011  |
| 31               | 6             | Záchranné kruhy    | Jiří Adamec         |        | 23. února 2011  |
| 32               | 7             | To jsem nevěděl    | Jiří Adamec         |        | 28. února 2011  |
| 33               | 8             | Můžu tě obejmout?  | Jiří Adamec         |        | 3. března 2011  |
| 34               | 9             | Zvu tě na návštěvu | Jaromír Polišenský  |        | 7. března 2011  |
| 35               | 10            | Lety a pády        | Jaromír Polišenský  |        | 9. března 2011  |
| 36               | 11            | Nedaruju ti to     | Jaroslav Polišenský |        | 14. března 2011 |
| 37               | 12            | Kousek dortu       | Jaroslav Polišenský |        | 16. března 2011 |
| 38               | 13            | Lapiduch v hrsti   | Jaroslav Polišenský |        | 21. března 2011 |
| 39               | 14            | Doktorka           | Jaroslav Polišenský |        | 23. března 2011 |
| 40               | 15            | Vyrovnání          | Jiří Adamec         |        | 28. března 2011 |
| 41               | 16            | Nečekej            | Jiří Adamec         |        | 30. března 2011 |
| 42               | 17            | Udělat dojem       | Jiří Adamec         |        | 4. dubna 2011   |
| 43               | 18            | Volavka            | Jiří Adamec         |        | 6. dubna 2011   |
| 44               | 19            | Dostanu, co chci   | Jaromír Polišenský  |        | 11. dubna 2011  |
| 45               | 20            | Operace            | Jaromír Polišenský  |        | 13. dubna 2011  |
| 46               | 21            | Na poslední chvíli | Jaromír Polišenský  |        | 18. dubna 2011  |
| 47               | 22            | Kam jdeš?          | Jaromír Polišenský  |        | 20. dubna 2011  |
| 48               | 23            | Stěhování          | Jiří Adamec         |        | 25. dubna 2011  |
| 49               | 24            | Tati, co je ti?    | Jiří Adamec         |        | 27. dubna 2011  |
| 50               | 25            | Věř, čemu chceš    | Jiří Adamec         |        | 2. května 2011  |
| 51               | 26            | Inspekce           | Jiří Adamec         |        | 4. května 2011  |
| 52               | 27            | Vídeňská káva      | Jaromír Polišenský  |        | 9. května 2011  |
| 53               | 28            | Past               | Jaromír Polišenský  |        | 11. května 2011 |
| 54               | 29            | Vrať se domů       | Jaromír Polišenský  |        | 16. května 2011 |
| 55               | 30            | Odcházím           | Jaromír Polišenský  |        | 18. května 2011 |
| 56               | 31            | Dobrej polda       | Jiří Adamec         |        | 23. května 2011 |
| 57               | 32            | Zatčení            | Jiří Adamec         |        | 25. května 2011 |
| 58               | 33            | Hraju fér          | Jiří Adamec         |        | 30. května 2011 |
| 59               | 34            | Varování           | Jiří Adamec         |        | 1. června 2011  |
| 60               | 35            | Benefice           | Jaromír Polišenský  |        | 6. června 2011  |
| 61               | 36            | Není naděje        | Jaromír Polišenský  |        | 8. června 2011  |
| 62               | 37            | Co dál?            | Jaromír Polišenský  |        | 13. června 2011 |
| 63               | 38            | Smíření            | Jaromír Polišenský  |        | 15. června 2011 |

### Třetí řada (2011)
| Pořadí v seriálu | Pořadí v řadě | Název                | Režie              | Scénář | Datum premiéry     |
| ---------------- | ------------- | -------------------- | ------------------ | ------ | ------------------ |
| 64               | 1             | Všechno bude         | Jiří Adamec        |        | 7. září 2011       |
| 65               | 2             | Začínám ti fandit    | Jiří Adamec        |        | 12. září 2011      |
| 66               | 3             | Neslibuj             | Jiří Adamec        |        | 14. září 2011      |
| 67               | 4             | Loupež               | Jiří Adamec        |        | 19. září 2011      |
| 68               | 5             | Dobrá sestra         | Jiří Adamec        |        | 21. září 2011      |
| 69               | 6             | Útok                 | Jiří Adamec        |        | 26. září 2011      |
| 70               | 7             | Chyběl bys mi        | Jiří Adamec        |        | 28. září 2011      |
| 71               | 8             | Nejsem zbabělec      | Jiří Adamec        |        | 3. října 2011      |
| 72               | 9             | Kolaps               | Jiří Adamec        |        | 5. října 2011      |
| 73               | 10            | Svádění              | Jiří Adamec        |        | 10. října 2011     |
| 74               | 11            | Ahoj, princezno      | Jaromír Polišenský |        | 12. října 2011     |
| 75               | 12            | Smrt                 | Jaromír Polišenský |        | 17. října 2011     |
| 76               | 13            | Co teď?              | Jaromír Polišenský |        | 19. října 2011     |
| 77               | 14            | Felix                | Jaromír Polišenský |        | 24. října 2011     |
| 78               | 15            | Dostanu tě ven       | Petr Slavík        |        | 26. října 2011     |
| 79               | 16            | Hon na K             | Petr Slavík        |        | 31. října 2011     |
| 80               | 17            | Hodiny               | Petr Slavík        |        | 2. listopadu 2011  |
| 81               | 18            | Dopadení             | Petr Slavík        |        | 7. listopadu 2011  |
| 82               | 19            | Probuzení            | Jiří Adamec        |        | 9. listopadu 2011  |
| 83               | 20            | Já můžu za všechno   | Jiří Adamec        |        | 14. listopadu 2011 |
| 84               | 21            | Zkušební provoz      | Jiří Adamec        |        | 14. listopadu 2011 |
| 85               | 22            | Nezvěstná            | Jiří Adamec        |        | 21. listopadu 2011 |
| 86               | 23            | Odchod               | Jaromír Polišenský |        | 23. listopadu 2011 |
| 87               | 24            | Hlavně se neomlouvej | Jaromír Polišenský |        | 28. listopadu 2011 |
| 88               | 25            | Vyhlášení války      | Jaromír Polišenský |        | 30. listopadu 2011 |
| 89               | 26            | Zázraky neumím       | Jaromír Polišenský |        | 5. prosince 2011   |
| 90               | 27            | Vloupání             | Petr Slavík        |        | 7. prosince 2011   |
| 91               | 28            | Bez servítek         | Petr Slavík        |        | 12. prosince 2011  |
| 92               | 29            | Rozhodnutí           | Petr Slavík        |        | 14. prosince 2011  |
| 93               | 30            | Na život a na smrt   | Petr Slavík        |        | 19. prosince 2011  |

### Čtvrtá řada (2012)
| Pořadí v seriálu | Pořadí v řadě | Název                        | Režie               | Scénář | Datum premiéry  |
| ---------------- | ------------- | ---------------------------- | ------------------- | ------ | --------------- |
| 94               | 1             | Shledání                     | Jiří Adamec         |        | 6. února 2012   |
| 95               | 2             | Druhá šance                  | Jiří Adamec         |        | 8. února 2012   |
| 96               | 3             | Kamarádi?                    | Jiří Adamec         |        | 13. února 2012  |
| 97               | 4             | Bezmoc                       | Jiří Adamec         |        | 15. února 2012  |
| 98               | 5             | Nehraj si                    | Jiří Adamec         |        | 20. února 2012  |
| 99               | 6             | Už se nevracej!              | Jiří Adamec         |        | 22. února 2012  |
| 100              | 7             | Můj důvod jsi ty             | Jiří Adamec         |        | 27. února 2012  |
| 101              | 8             | Starý lásky nerezaví         | Jiří Adamec         |        | 29. února 2012  |
| 102              | 9             | Jízda za všechny peníze      | Jaromír Polišenský  |        | 5. března 2012  |
| 103              | 10            | Špatnou macechu ti nedovolím | Jaromír Polišenský  |        | 7. března 2012  |
| 104              | 11            | Vyřízená záležitost          | Jiří Adamec         |        | 12. března 2012 |
| 105              | 12            | Řekni, že mě miluješ         | Jiří Adamec         |        | 14. března 2012 |
| 106              | 13            | Špatná diagnóza              | Petr Slavík         |        | 19. března 2012 |
| 107              | 14            | To bude dobrý                | Petr Slavík         |        | 21. března 2012 |
| 108              | 15            | Nic neříkej                  | Jiří Adamec         |        | 26. března 2012 |
| 109              | 16            | Loupež                       | Jiří Adamec         |        | 28. března 2012 |
| 110              | 17            | Bylo to naše dítě            | Jiří Adamec         |        | 2. dubna 2012   |
| 111              | 18            | Když můžu, pomůžu            | Jiří Adamec         |        | 4. dubna 2012   |
| 112              | 19            | Žárlivost                    | Jeří Adamec         |        | 9. dubna 2012   |
| 113              | 20            | Horší než trest smrti        | Jiří Adamec         |        | 11. dubna 2012  |
| 114              | 21            | To nedovolím                 | Petr Zahrádka       |        | 16. dubna 2012  |
| 115              | 22            | Připrav se na válku          | Petr Zahrádka       |        | 18. dubna 2012  |
| 116              | 23            | Váhání                       | Petr Zahrádka       |        | 23. dubna 2012  |
| 117              | 24            | Zastav!                      | Petr Zahrádka       |        | 25. dubna 2012  |
| 118              | 25            | Konečně šťastní              | Jiří Adamec         |        | 30. dubna 2012  |
| 119              | 26            | Omluva přijata               | Jiří Adamec         |        | 2. května 2012  |
| 120              |               | Dobré úmysly                 | Jiří Adamec         |        | 7. května 2012  |
| 121              | 27            | O tom je láska               | Jiří Adamec         |        | 9. května 2012  |
| 122              | 28            | Pavlína                      | Jaromír Polišenský  |        | 14. května 2012 |
| 123              | 29            | Láska, která zabíjí          | Jaromír Polištenský |        | 16. května 2012 |
| 124              | 30            | Šance                        | Jaromír Polištenský |        | 21. května 2012 |
| 125              | 31            | Dlouhej den                  | Jaromír Polišenský  |        | 23. května 2012 |
| 126              | 32            | Jenom mě drž                 | Jiří Adamec         |        | 28. května 2012 |
| 127              | 33            | Už tě nechci vidět           | Jiří Adamec         |        | 30. května 2012 |
| 128              | 34            | DNA                          | jiří Adamec         |        | 4. června 2012  |
| 129              | 35            | Ty milovat nebudeš           | Jiří Adamec         |        | 6. června 2012  |
| 130              | 36            | Mám, co zasloužím            | Jaromír Polišenský  |        | 11. června 2012 |
| 131              | 37            | Nedokážu říct sbohem         | Jaromír Polišenský  |        | 13. června 2012 |

### Pátá řada (2012)
| Pořadí v seriálu | Pořadí v řadě | Název                     | Režie              | Scénář | Datum premiéry     |
| ---------------- | ------------- | ------------------------- | ------------------ | ------ | ------------------ |
| 132              | 1             | Rodinná sešlost           | Jaromír Polišenský |        | 27. srpna 2012     |
| 133              | 2             | Propuštěn                 | Jaromír Polišenský |        | 29. srpna 2012     |
| 134              | 3             | Anděl strážný             | Jiří Adamec        |        | 3. září 2012       |
| 135              | 4             | To si nezasloužím         | Jiří Adamec        |        | 5. září 2012       |
| 136              | 5             | Dobře, odejdu!            | Jiří Adamec        |        | 10. září 2012      |
| 137              | 6             | K tomu se propracujem     | Jiří Adamec        |        | 12. září 2012      |
| 138              | 7             | Zásnuby                   | Jiří Adamec        |        | 17. září 2012      |
| 139              | 8             | Záchrana                  | Jaromír Polišenský |        | 19. září 2012      |
| 140              | 9             | Naleješ mi taky?          | Jaromír Polišenský |        | 24. září 2012      |
| 141              | 10            | Vlastní zákony            | Jaromír Polišenský |        | 26. září 2012      |
| 142              | 11            | Hrdinové to mají těžké    | Jaromír Polišenský |        | 1. října 2012      |
| 143              | 12            | Miss požár                | Jiří Adamec        |        | 3. října 2012      |
| 144              | 13            | Víš, s kým žiješ?         | Jiří Adamec        |        | 8. října 2012      |
| 145              | 14            | Kdo chce slyšet pravdu?   | Jiří Adamec        |        | 10. října 2012     |
| 146              | 15            | Můj dům, moje rodina      | Jiří Adamec        |        | 15. října 2012     |
| 147              | 16            | Uklidni se                | Jaromír Polišenský |        | 17. října 2012     |
| 148              | 17            | Most                      | Jaromír Polišenský |        | 22. října 2012     |
| 149              | 18            | Útěk, nebo safari         | Jaromír Polišenský |        | 24. října 2012     |
| 150              | 19            | Zavolej sanitku!          | Jaromír Polišenský |        | 29. října 2012     |
| 151              | 20            | Jedeme dál, krásky!       | Jiří Adamec        |        | 31. října 2012     |
| 152              | 21            | Díky, že dejcháš          | Jiří Adamec        |        | 5. listopadu 2012  |
| 153              | 22            | Dítě nebude               | Jiří Adamec        |        | 7. listopadu 2012  |
| 154              | 23            | Vysoká hra                | Jiří Adamec        |        | 12. listopadu 2012 |
| 155              | 24            | Nezvěstný                 | Jiří Adamec        |        | 14. listopadu 2012 |
| 156              | 25            | Koberec                   | Jaromír Polišenský |        | 19. listopadu 2012 |
| 157              | 26            | Nad hladinou              | Jaromír Polišenský |        | 21. listopadu 2012 |
| 158              | 27            | Přijde?                   | Jaromír Polišenský |        | 26. listopadu 2012 |
| 159              | 28            | To nejlepší teprve přijde | Jaromír Polišenský |        | 28. listopadu 2012 |

### Šestá řada (2013)
| Pořadí v seriálu | Pořadí v řadě | Název                  | Režie              | Scénář | Datum premiéry  |
| ---------------- | ------------- | ---------------------- | ------------------ | ------ | --------------- |
| 160              | 1             | Vždyť to nic není      | Jiří Adamec        |        | 4. února 2013   |
| 161              | 2             | Drobeček               | Jiří Adamec        |        | 6. února 2013   |
| 162              | 3             | Instinkt               | Jiří Adamec        |        | 11. února 2013  |
| 163              | 4             | Neuč ryby plavat       | Jiří Adamec        |        | 13. února 2013  |
| 164              | 5             | Jde se spát            | Jiří Adamec        |        | 18. února 2013  |
| 165              | 6             | Záda                   | Jiří Adamec        |        | 20. února 2013  |
| 166              | 7             | To už nikdy neříkej    | Jaromír Polišenský |        | 25. února 2013  |
| 167              | 8             | Počkej s tím loučením  | Jaromír Polišenský |        | 27. února 2013  |
| 168              | 9             | Zatčení                | Jaromír Polišenský |        | 4. března 2013  |
| 169              | 10            | Není to fér            | Jiří Adamec        |        | 6. března 2013  |
| 170              | 11            | Den poté               | Jiří Adamec        |        | 11. března 2013 |
| 171              | 12            | Pohřeb                 | Jiří Adamec        |        | 13. března 2013 |
| 172              | 13            | Závody slepých jezdců  | Jiří Adamec        |        | 18. března 2013 |
| 173              | 14            | Není ke komu se vracet | Jiří Adamec        |        | 20. března 2013 |
| 174              | 15            | Zápas                  | Jaromír Polišenský |        | 25. března 2013 |
| 175              | 16            | Je to tvůj život       | Jaromír Polišenský |        | 27. března 2013 |
| 176              | 17            | Nejsi vězeň            | Jaromír Polišenský |        | 1. dubna 2013   |
| 177              | 18            | Špetka naděje          | Jaromír Polišenský |        | 3. dubna 2013   |
| 178              | 19            | Udání                  | Jiří Adamec        |        | 8. dubna 2013   |
| 179              | 20            | Přiznání               | Jiří Adamec        |        | 10. dubna 2013  |
| 180              | 21            | Bude líp, bude hůř     | Jiří Adamec        |        | 15. dubna 2013  |
| 181              | 22            | Kdo štěká, nestřílí    | Jiří Adamec        |        | 17. dubna 2013  |
| 182              | 23            | Jsem zpátky            | Jaromír Polišenský |        | 22. dubna 2013  |
| 183              | 24            | Nejsi hrdina           | Jaromír Polišenský |        | 24. dubna 2013  |
| 184              | 25            | Společná cela          | Jaromír Polišenský |        | 29. dubna 2013  |
| 185              | 26            | Kdo s koho             | Jaromír Polišenský |        | 1. května 2013  |
| 186              | 27            | Nejsem blázen          | Jiří Adamec        |        | 6. května 2013  |
| 187              | 28            | Vše pro rodinu         | Jiří Adamec        |        | 8. května 2013  |
| 188              | 29            | DNA jako důkaz         | Jiří Adamec        |        | 13. května 2013 |
| 189              | 30            | Míla                   | Jiří Adamec        |        | 15. května 2013 |
| 190              | 31            | Daleko neutečeš        | Jaromír Polišenský |        | 20. května 2013 |
| 191              | 32            | Poslední velkej případ | Jaromír Polišenský |        | 22. května 2013 |
| 192              | 33            | Srdce                  | Jaromír Polišenský |        | 27. května 2013 |
| 193              | 34            | Nejkrásnější miminka   | Jaromír Polišenský |        | 29. května 2013 |
| 194              | 35            | Kočka                  | Jiří Adamec        |        | 3. června 2013  |
| 195              | 36            | Dětský domov           | Jiří Adamec        |        | 5. června 2013  |
| 196              | 37            | Protijed               | Jiří Adamec        |        | 10. června 2013 |
| 197              | 38            | Loučení                | Jiří Adamec        |        | 12. června 2013 |

### Sedmá řada (2013)
| Pořadí v seriálu | Pořadí v řadě | Název                   | Režie              | Scénář | Datum premiéry     |
| ---------------- | ------------- | ----------------------- | ------------------ | ------ | ------------------ |
| 198              | 1             | Láska přes plot         | Jiří Adamec        |        | 19. srpna 2013     |
| 199              | 2             | Pověste ho vejš         | Jiří Adamec        |        | 21. srpna 2013     |
| 200              | 3             | Rodinná oslava          | Jiří Adamec        |        | 26. srpna 2013     |
| 201              | 4             | Děti                    | Jiří Adamec        |        | 28. srpna 2013     |
| 202              | 5             | Maminka                 | Jaromír Polišenský |        | 2. září 2013       |
| 203              | 6             | Ztracená čest           | Jaromír Polišenský |        | 4. září 2013       |
| 204              | 7             | Učitel                  | Jaromír Polišenský |        | 9. září 2013       |
| 205              | 8             | Falešná stopa           | Jaromír Polišenský |        | 11. září 2013      |
| 206              | 9             | Mluv, prosím, pravdu    | Jiří Adamec        |        | 16. září 2013      |
| 207              | 10            | Nepřestanu tě mít ráda  | Jiří Adamec        |        | 18. září 2013      |
| 208              | 11            | Přejezd                 | Jiří Adamec        |        | 23. září 2013      |
| 209              | 12            | Pytlák                  | Jiří Adamec        |        | 25. září 2013      |
| 210              | 13            | Všichni šťastní?        | Jaromír Polišenský |        | 30. září 2013      |
| 211              | 14            | Dopisy                  | Jaromír Polišenský |        | 2. října 2013      |
| 212              | 15            | Zúčtování               | Jaromír Polišenský |        | 7. října 2013      |
| 213              | 16            | Umělý spánek            | Jaromír Polišenský |        | 9. října 2013      |
| 214              | 17            | Tady už doma nejseš     | Jiří Adamec        |        | 14. října 2013     |
| 215              | 18            | Zpoždění                | Jiří Adamec        |        | 16. října 2013     |
| 216              | 19            | Otčím                   | Jiří Adamec        |        | 21. října 2013     |
| 217              | 20            | Nejsem vrah             | Jiří Adamec        |        | 23. října 2013     |
| 218              | 21            | Deník                   | Jaromír Polišenský |        | 28. října 2013     |
| 219              | 22            | Něco je jinak           | Jaromír Polišenský |        | 30. října 2013     |
| 220              | 23            | Zavolám záchranku       | Jaromír Polišenský |        | 4. listopadu 2013  |
| 221              | 24            | Vezmi mě za ruku        | Jaromír Polišenský |        | 6. listopadu 2013  |
| 222              | 25            | Nechci ti ublížit       | Jiří Adamec        |        | 11. listopadu 2013 |
| 223              | 26            | Pravda může někdy zabít | Jiří Adamec        |        | 13. listopadu 2013 |
| 224              | 27            | Cukr v trezoru          | Jiří Adamec        |        | 18. listopadu 2013 |
| 225              | 28            | Panenka                 | Jiří Adamec        |        | 20. listopadu 2013 |
| 226              | 29            | Testy                   | Jaromír Polišenský |        | 25. listopadu 2013 |
| 227              | 30            | Zátah                   | Jaromír Polišenský |        | 27. listopadu 2013 |
| 228              | 31            | Někdo tady byl          | Jaromír Polišenský |        | 2. prosince 2013   |
| 229              | 32            | Udělat, co je správný   | Jiří Adamec        |        | 4. prosince 2013   |
| 230              | 33            | Nevím nic               | Jiří Adamec        |        | 9. prosince 2013   |
| 231              | 34            | Oběť                    | Jiří Adamec        |        | 11. prosince 2013  |
| 232              | 35            | Odposlech               | Jiří Adamec        |        | 16. prosince 2013  |
| 233              | 36            | Překvapení              | Jiří Adamec        |        | 18. prosince 2013  |

### Osmá řada (2014)
| Pořadí v seriálu | Pořadí v řadě | Název                   | Režie              | Scénář | Datum premiéry  |
| ---------------- | ------------- | ----------------------- | ------------------ | ------ | --------------- |
| 234              | 1             | Vezmeš mě domů?         | Jiří Adamec        |        | 13. ledna 2014  |
| 235              | 2             | Horečka                 | Jiří Adamec        |        | 15. ledna 2014  |
| 236              | 3             | Až si budu jistá        | Jiří Adamec        |        | 20. ledna 2014  |
| 237              | 4             | Táta                    | Jiří Adamec        |        | 22. ledna 2014  |
| 238              | 5             | Dohoda                  | Jaromír Polišenský |        | 27. ledna 2014  |
| 239              | 6             | Poslední skaut          | Jaromír Polišenský |        | 29. ledna 2014  |
| 240              | 7             | Rukojmí                 | Jaromír Polišenský |        | 3. února 2014   |
| 241              | 8             | Léčka                   | Jaromír Polišenský |        | 5. února 2014   |
| 242              | 9             | Rodinu neohrozím        | Jiří Adamec        |        | 10. února 2014  |
| 243              | 10            | Vezmeš si mě?           | Jiří Adamec        |        | 12. února 2014  |
| 244              | 11            | Vím, co jsem viděla     | Jiří Adamec        |        | 17. února 2014  |
| 245              | 12            | Oheň                    | Jiří Adamec        |        | 19. února 2014  |
| 246              | 13            | Sympatickej chlap       | Jaromír Polišenský |        | 24. února 2014  |
| 247              | 14            | Ordinace                | Jaromír Polišenský |        | 26. února 2014  |
| 248              | 15            | Ledová koupel           | Jaromír Polišenský |        | 3. března 2014  |
| 249              | 16            | Zmizení                 | Jaromír Polišenský |        | 5. března 2014  |
| 250              | 17            | Udání                   | Jiří Adamec        |        | 10. března 2014 |
| 251              | 18            | Nemůžu jinak            | Jiří Adamec        |        | 12. března 2014 |
| 252              | 19            | Řekneš pravdu?          | Jiří Adamec        |        | 17. března 2014 |
| 253              | 20            | Představení             | Jiří Adamec        |        | 19. března 2014 |
| 254              | 21            | Věřím ti                | Jaromír Polišenský |        | 24. března 2014 |
| 255              | 22            | Útěk do Berlína         | Jaromír Polišenský |        | 26. března 2014 |
| 256              | 23            | Nebezpečně dobrej vliv  | Jaromír Polišenský |        | 31. března 2014 |
| 257              | 24            | Nebezpečná hra          | Jaromír Polišenský |        | 2. dubna 2014   |
| 258              | 25            | Hotel                   | Jiří Adamec        |        | 7. dubna 2014   |
| 259              | 26            | Granát                  | Jiří Adamec        |        | 9. dubna 2014   |
| 260              | 27            | Strach je taky motivace | Jiří Adamec        |        | 14. dubna 2014  |
| 261              | 28            | Štěnice                 | Jiří Adamec        |        | 16. dubna 2014  |
| 262              | 29            | Za zavřenými dveřmi     | Jaromír Polišenský |        | 21. dubna 2014  |
| 263              | 30            | Rozárka je tvoje        | Jaromír Polišenský |        | 23. dubna 2014  |
| 264              | 31            | Dej mi pokoj            | Jaromír Polišenský |        | 28. dubna 2014  |
| 265              | 32            | Konec hry               | Jaromír Polišenský |        | 28. dubna 2014  |
| 266              | 33            | Budu mít dítě           | Jiří Adamec        |        | 5. května 2014  |
| 267              | 34            | Bomba                   | Jiří Adamec        |        | 5. května 2014  |
| 268              | 35            | Hezky se to poslouchá   | Jiří Adamec        |        | 12. května 2014 |
| 269              | 36            | Smyčka se stahuje       | Jiří Adamec        |        | 14. května 2014 |
| 270              | 37            | Sňatek z rozumu         | Jaromír Polišenský |        | 19. května 2014 |
| 271              | 38            | Chceme to oba           | Jaromír Polišenský |        | 21. května 2014 |
| 272              | 39            | Promiň                  | Jaromír Polišenský |        | 26. května 2014 |
| 273              | 40            | Odpuštění               | Jaromír Polišenský |        | 28. května 2014 |
| 274              | 41            | Sladká nevědomost       | Jiří Adamec        |        | 2. června 2014  |
| 275              | 42            | Auto                    | Jiří Adamec        |        | 4. června 2014  |
| 276              | 43            | Podmínka                | Jiří Adamec        |        | 9. června 2014  |
| 277              | 44            | Začnu znovu             | Jiří Adamec        |        | 11. června 2014 |

### Devátá řada (2014)
| Pořadí v seriálu | Pořadí v řadě | Název                   | Režie              | Scénář         | Datum premiéry | Sledovanost |
| ---------------- | ------------- | ----------------------- | ------------------ | -------------- | -------------- | ----------- |
| 278              | 1             | Dcera                   | Jiří Adamec        | Alexej Bavorov | 18. srpna 2014 | 0,691       |
| 279              | 2             | Zbabělec                | Jiří Adamec        |                | 20. srpna 2014 | 0,668       |
| 280              | 3             | Nestandardní léčba      | Jiří Adamec        |                | 25. srpna 2014 | 0,635       |
| 281              | 4             | Umělé srdce             | Jiří Adamec        |                | 27. srpna 2014 | 0,602       |
| 282              | 5             | Kdo je tady pánem       | Jaromír Polišenský |                | 1. září 2014   | 0,646       |
| 283              | 6             | Hypnóza nefunguje       | Jaromír Polišenský |                | 3. září 2014   | 0,660       |
| 284              | 7             | Sousedka                | Jaromír Polišenský |                | 8. září 2014   | 0,659       |
| 285              | 8             | Záchranář               | Jaromír Polišenský |                | 10. září 2014  | 0,681       |
| 286              | 9             | Hyneček                 |                    |                | 15. září 2014  | 0,617       |
| 287              | 10            | Nejslabší článek řetězu |                    |                | 17. září 2014  | 0,644       |
| 288              | 11            | Tuna štěstí             |                    |                | 22. září 2014  | 0,653       |
| 289              | 12            | Zmizelá žena            |                    |                | 24. září 2014  |             |
| 290              | 13            | Adopce                  |                    |                | 29. září 2014  |             |
| 291              | 14            | Za kytky díky           |                    |                | 1. října 2014  |             |